# Pisiguit

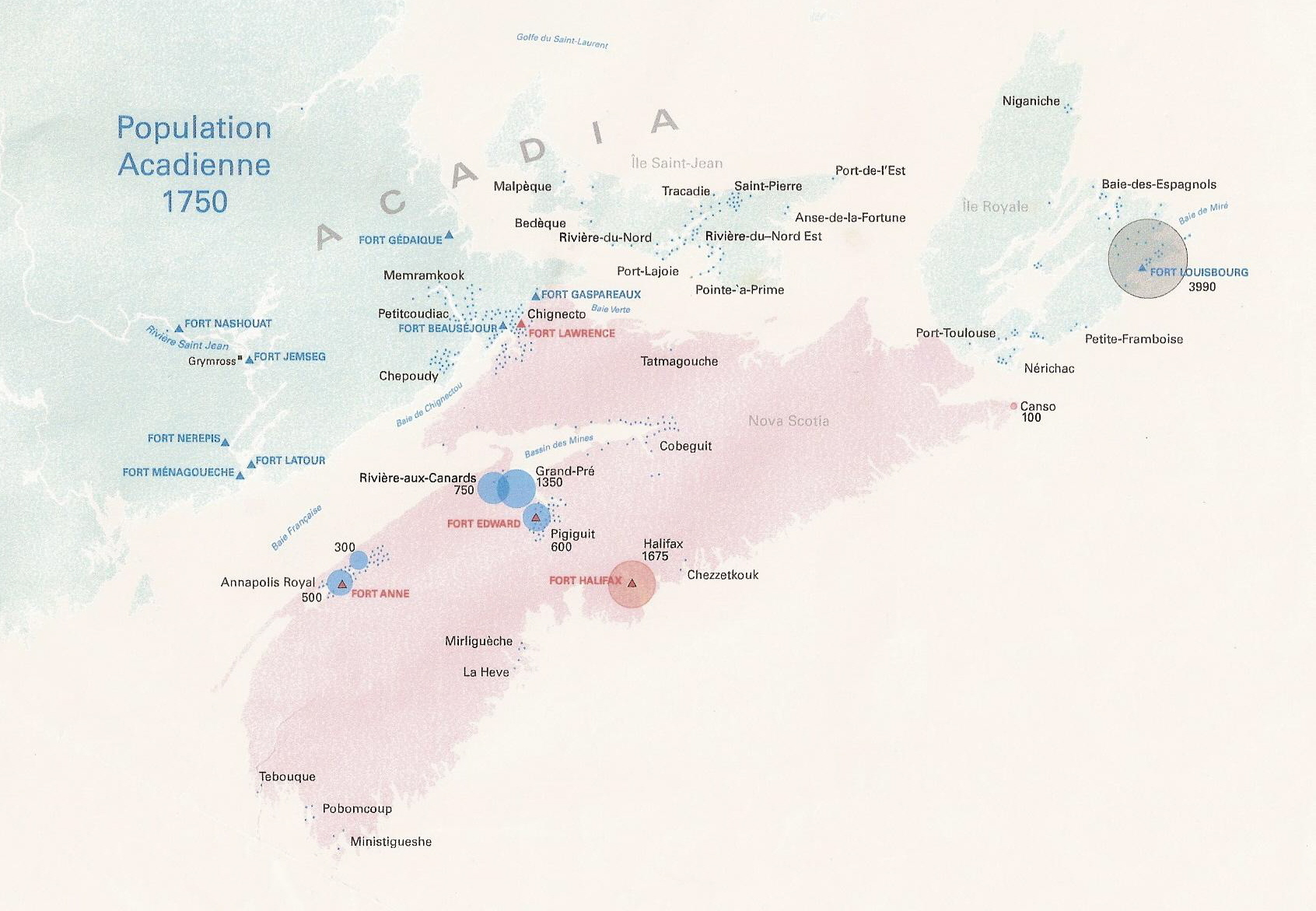
Pisiguit en 1750

Dans le Bassin des Mines en Acadie, qui est maintenant la Nouvelle-Écosse, le village de Grand-Pré fut un agrandissement vers l'est et sur la rivière Pisiquid. Cet établissement était nommé Pisiguit ou pour certains d'autres (Pisiquit, Pisiquid, Pigiguit, Pisiguid). Pisiguit venait du mot Mi'kmaq, Pesaquid, qui veut dire, "Jonction des eaux".  Le village devint tellement grand, qu'il fut séparé de Grand-Pré. En 1714, il y avait 351 habitants (dans 56 familles) à Pisiguit.

## Population
Vers 1748, on note qu'il y a maintenant 2700 personnes à Pisiguit et 2400 à Grand Pré et Rivière-aux-Canards. Mais la région perdit sa population rapidement. Pisiguit était le village acadien le plus près de la ville d'Halifax, qui fut établie en 1749. Lorsque les Anglais avaient besoin de boucs émissaires pour les raids des amérindiens, ou des travaux sur les routes, la première place où ils se rendaient était Pisiguit. Lorsque la pression anglaise s'intensifia au début des années 1750, les Acadiens de Pisiguit prirent leurs biens et partirent, principalement pour Beaubassin et l'Isle Saint-Jean. La population chuta à 1400 habitants. Dès 1755, selon une note rédigée par Charles Morris concernant la déportation des Acadiens, il y eut seulement 1400 personnes qui restèrent sur place (environ 800 sur la rive gauche, 100 sur la rive droite, et 500 sur la rivière Sainte-Croix, qui fait maintenant partie de Windsor).         
Pisiguit avait deux paroisses, la paroisse Sainte-Famille et la paroisse de l'Assomption. Au début, Pisiguit n'avait qu'une seule paroisse, Notre-Dame de l'Assomption, fondée le 8 août 1698. Cependant, les habitants qui résidaient sur l'autre rive voulaient leur propre église, puisque la traversée était difficile. Alors l'évêque de Québec promulgua un édit le 28 juin 1722 pour créer une nouvelle paroisse, celle de Sainte-Famille. Les deux paroisses étaient desservies par un seul prêtre, qui allait célébrer la messe d'un église à l'autre, de façon alternée toutes les semaines. En 1749, les paroissiens de l'Assomption protestèrent auprès de l'évêque de Québec, sur le fait qu'ils n'avaient pas de curé en titre.

## Incursion sur Pisiguit
Durant la Deuxième Guerre intercoloniale, Benjamin Church attaqua Pisiguit, ainsi que Castine, Saint-Stephen, Grand-Pré, et Beaubassin. Church prit des prisonniers et se vanta de n'avoir laissé que cinq maisons debout dans toute l'Acadie. Un prisonnier important de Pisiguit fut Noël Doiron.

## Déportation
Le Fort Edward fut construit en 1750 sur la rive Est de l'embouchure de la rivière Pisiquid. Son premier commandant fut le capitaine Gorham qui fut blessé dans une escarmouche à la rivière Sainte-Croix et fut remplacé par le capitaine Alexander Murray. Le fort fut établi sur les lieux de l'église de la Sainte Famille que les Anglais avaient fait démanteler de force par les Acadiens. Il servait à surveiller les Acadiens de Pisiguit et contrôlait le passage des navires qui voulaient emprunter la Baie de Fundy.
Le 5 septembre, 1755, les Acadiens furent rassemblés dans le fort et apprirent avec stupéfaction l'annonce de leur déportation. 1066 habitants de Pisiguit furent ensuite embarqués à bord de quatre navires (le Neptune, Les Trois Amis, le Dolphin, et le Ranger) le 13 octobre 1755 mais le départ n'eut lieu que le 20 octobre. Afin de s'assurer que les Acadiens ne reviendraient pas, les Anglais incendièrent le village.
Le 19 novembre 1755, 156 habitants de Pisiguit arrivent à Philadelphie, suivis d'autres en décembre. Par ailleurs, parmi les premiers Acadiens à se rendre en Louisiane, la majorité était de Pisiguit et de Beaubassin. 
Les Acadiens n'ont jamais été autorisés à retourner à Pisiguit, mais quelques-uns s'établirent dans d'autres régions des Maritimes. Après la déportation, le fort Edward est devenu une prison.

## Liens
- Acadian Heritage in Hants County
- West Hants Historical Society
- Ste. Famille Cemetery
- La paroisse de La Sainte-Famille (blupete.com)
- Acadian areas around Pisiguit
- www.thecajuns.com/hants%20county.pdf
- SainteFamille.com
- Hants County, (Genweb)
- Windsor